# Anella Olímpica de Montjuïc
L'Anella Olímpica de Montjuïc és l'espai i el conjunt d'instal·lacions esportives situades a la muntanya de Montjuïc de Barcelona, que van ser remodelades i inaugurades amb motiu dels Jocs Olímpics d'Estiu de 1992, la seu dels quals va ser la ciutat l'any 1992. Ocupa una superfície aproximada de 400 hectàrees.

## Història
El projecte de construcció de l'Anella Olímpica s'emprèn arran de la candidatura de la ciutat de Barcelona als Jocs Olímpics de 1992 aprofitant l'espai i les possibilitats que ofereix la muntanya de Montjuïc.
Actualment l'ús que es dona a les instal·lacions és, a part de l'esportiu, el d'acollir esdeveniments culturals. En particular, l'Estadi Olímpic Lluís Companys és el principal escenari d'esdeveniments musicals de pop i rock multitudinari i el Palau Sant Jordi, a més d'acollir esdeveniments musicals, és molt utilitzat en convencions i congressos.

## Instal·lacions
Les instal·lacions que formen part de l'Anella Olímpica de Montjuïc són les següents:
- Estadi Olímpic Lluís Companys. Construït amb motiu de l'Exposició Internacional de Barcelona. Va ser remodelat amb l'adjudicació dels Jocs Olímpics de la ciutat de Barcelona.
- Palau Sant Jordi. Pavelló multifuncional obra de l'arquitecte japonès Arata Isozaki. Va ser construït amb motiu dels Jocs Olímpics.[2]
- Canvi (Utsurohi). Instal·lació artística d'Aiko Miyawaki, davant del Palau Sant Jordi.
- Piscines Bernat Picornell. Un conjunt de tres piscines que van ser remodelades amb motiu dels Jocs Olímpics.
- Torre de Comunicacions de Montjuïc. Denominada també Torre Calatrava, va ser projectada per l'arquitecte i enginyer Santiago Calatrava,[3] amb motiu dels Jocs Olímpics.
- Camp de Beisbol Pérez de Rozas. Construït en substitució de l'antic Estadi Municipal de Beisbol de Montjuïc, que va resultar afectada per les obres de l'Anella Olímpica.
- INEFC Barcelona. L'Institut Nacional d'Educació Física de Catalunya té una de les dues seus a l'Anella Olímpica de MontjuÏc. És la institució oficial dedicada a la investigació i a l'ensenyament de l'esport a Catalunya. L'edifici va ser construït amb motiu dels Jocs Olímpics per l'arquitecte català Ricard Bofill i Leví.
- Plaça d'Europa. Aquesta plaça forma part de l'espai corresponent a l'Anella Olímpica. No és una instal·lació esportiva, sinó que forma part de l'estructura urbanítica de la zona. Va ser construïda amb motiu dels Jocs Olímpics.
- Museu Olímpic i de l'Esport Joan Antoni Samaranch. Es va inaugurar quinze anys després que acabessin els Jocs Olímpics, però, atesa la temàtica i situació, és considerat part de l'Anella Olímpica.